# 背药红景天
背药红景天（学名：Rhodiola hobsonii）为景天科红景天属的植物。分布于不丹以及中国大陆的西藏等地，生长于海拔2,650米至4,100米的地区，多生于林下、灌丛中及岩缝中，目前尚未由人工引种栽培。

## 别名
贺氏红景天（植物分类学报增刊） 西藏景天、高峰景天（拉汉种子植物名称）